# Jean-Frédéric Schall
Jean-Frédéric Schall   (Estrasburg, 14 de març de 1752 - antic 10è districte de París, 24 de març de 1825), també Frédéric-Jean, Challe o Chall va ser un pintor francès especialitzat en escenes de gènere i retrats.

## Biografia
Va néixer a Estrasburg. El 1772, després de rebre la seva formació inicial a l'École publique de dessin d'Estrasburg, va marxar a París. Allà, va poder inscriure's a l'Acadèmia Reial de Pintura i Escultura sota el patrocini de Nicolas Guy Brenet, i va entrar als estudis de Francesco Casanova; va acabar els seus estudis el 1777. Va tenir diversos mecenes, entre ells Jean-Henri Eberts, Jean-Georges Wille i Jean-Baptiste Lemoyne. A més de Casanova, va estudiar amb Nicolas-René Jollain (1775) i Nicolas-Bernard Lépicié (1776 i 1779).
El 1776, va produir les seves primeres obres importants, a l’estil galant de Fragonard i Debucourt. El 1778, van ser produïts com a gravats en color per Louis-Marin Bonnet. Ràpidament es va convertir en un pintor favorit de l'alta societat del seu temps. Moltes de les seves obres són fêtes galantes amb actors, ballarins i homes poderosos amb les seves amants, dedicats a activitats frívoles.
Va entrar al servei de Christian IV, comte palatí de Zweibrücken, i va crear obres per al seu Museu secret. Molts eren de naturalesa arriscada o lasciva. Alguns van ser convertits en gravats per Gabriel Marchand (c. 1755-18?). Entre els seus posteriors mecenes d'Estrasburg hi havia el fabricant de pianos, Sébastien Érard. Malgrat la varietat de les seves obres i el seu enfocament, es va descriure a si mateix com un pintor d'història. Les seves obres també han estat comparades amb les de Watteau.

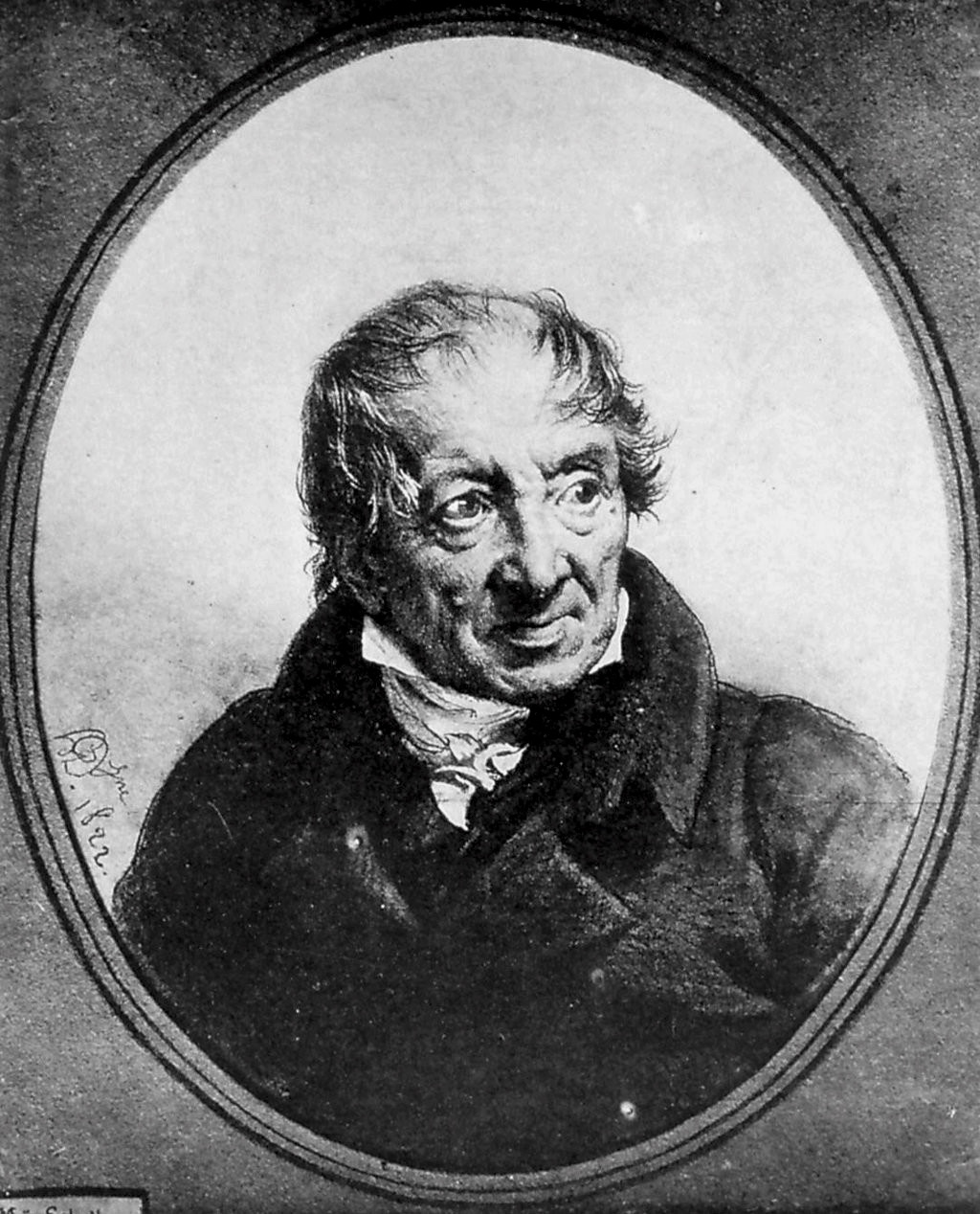
Jean-Frédéric Schall,
de Paul Delaroche (1822)

El 1787 es va casar amb Marie-Catherine Naudé. Durant el Directori, a causa de la seva associació amb l'Antic Règim, ell, la seva dona i els seus fills vivien a l'escala d'una capella del Louvre. Més tard van viure al falansteri de les ruïnes de l'Abadia de Saint-Germain-des-Prés.
Un cop la Revolució Francesa va prendre una forma més assentada, va sorgir per continuar pintant, però va haver de dedicar-se a temes més austers i patriòtics. Aquests inclouen nens que besen els peus de Libertat i les accions heroiques de Guillem Tell. La Revolució, però, no va canviar els gustos de la gent, així que va tornar als seus temes anteriors tan aviat com va poder. Aquesta vegada, va utilitzar la mitologia com a pretext per pintar dones nues en escenes bucòliques.
Schall va tenir grans projeccions als salons de París de 1793, 1798 i 1806. Va morir a París el 24 de març de 1825.
Moltes de les seves obres estaven sense signar i, durant el segle xix, van ser atribuïdes de manera diversa a Fragonard, Antoine-François Callet i Jean-Baptiste Huet. Alguns dels seus primers treballs van ser signats Challe, possiblement per aprofitar la popularitat de Charles-Michel-Ange Challe. Finalment, aquests problemes es van resoldre i ara es creu que la majoria de les seves obres han estat degudament atribuïdes.

## Pintures seleccionades

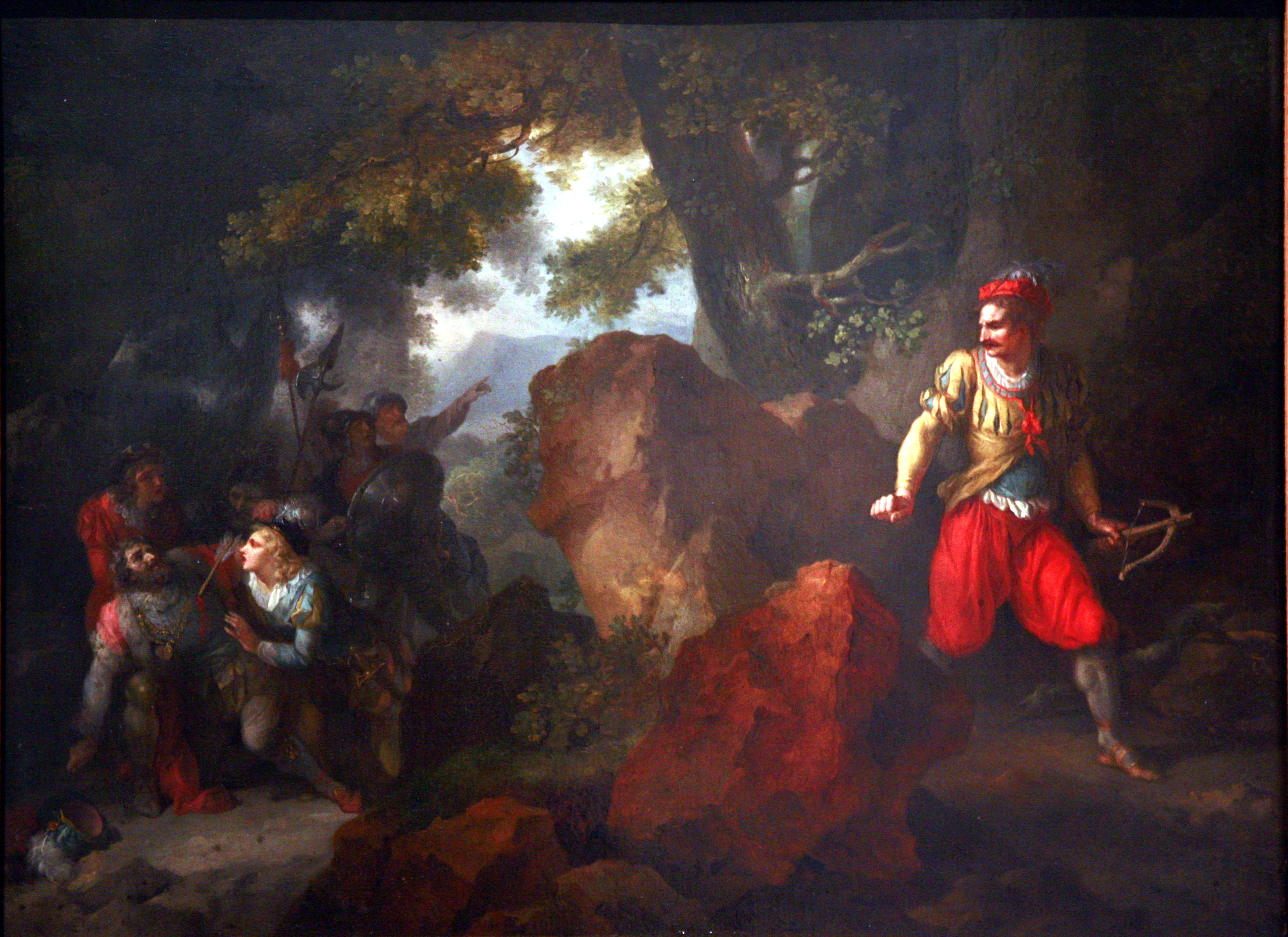
L'heroisme deGuillem Tell
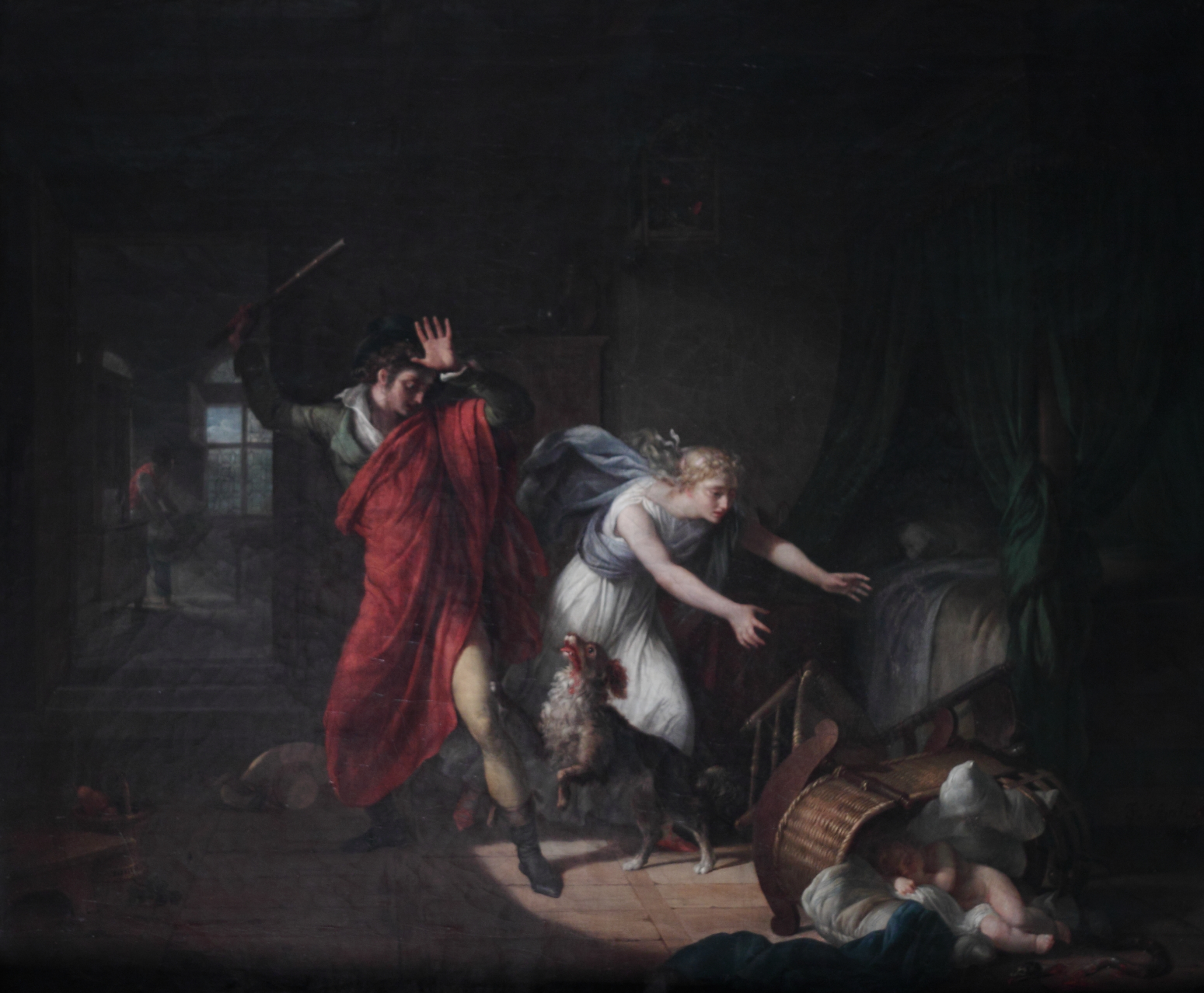
La por de la mare
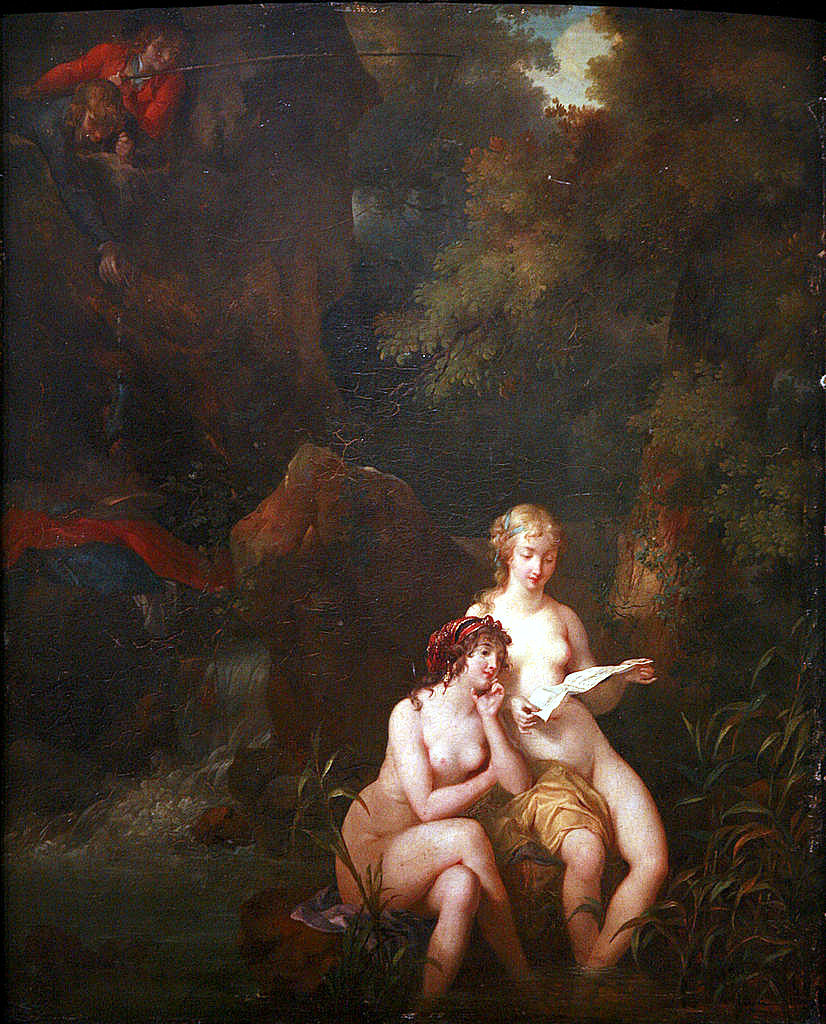
Els entremaliats
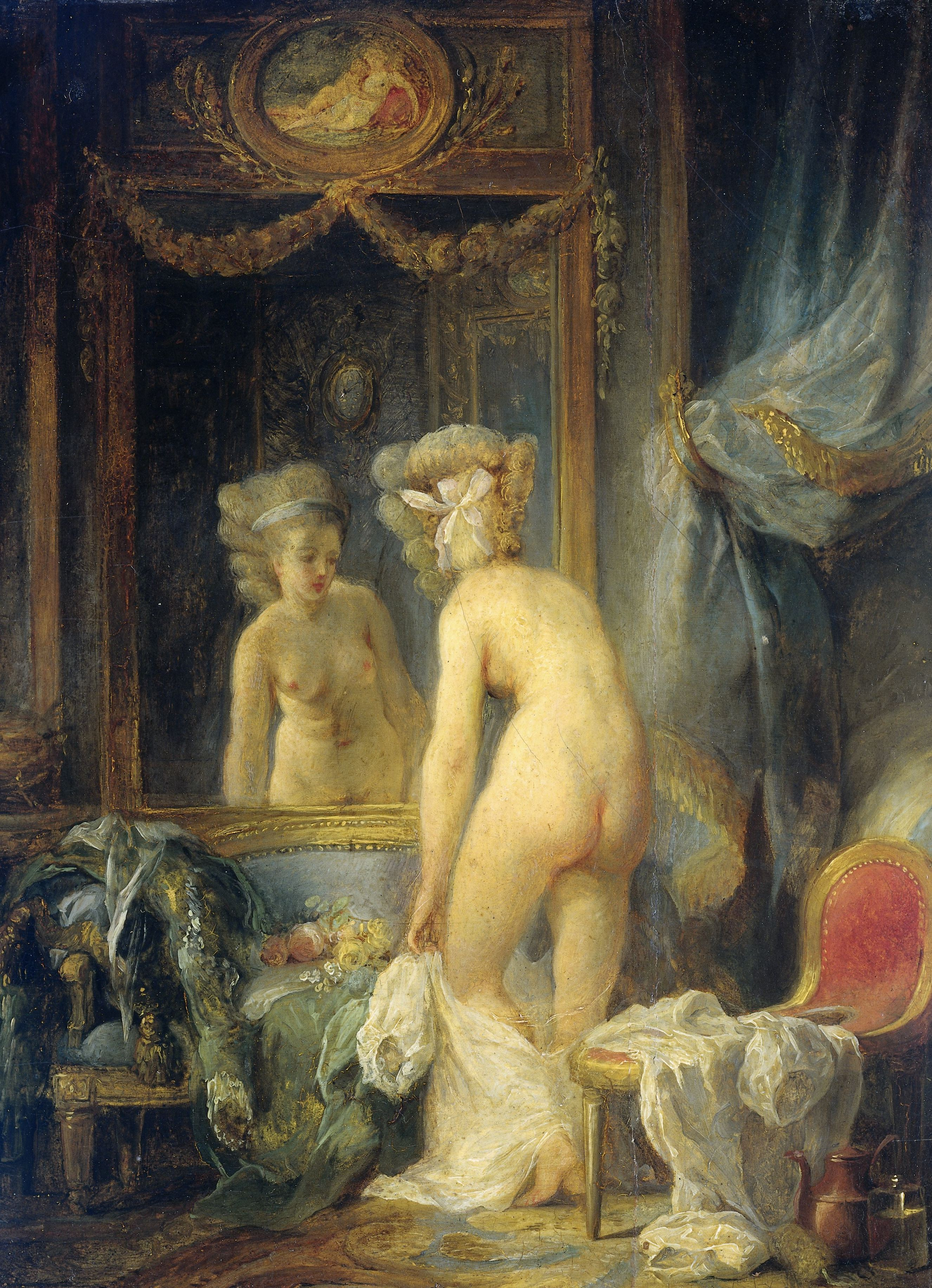
Tocador matinal
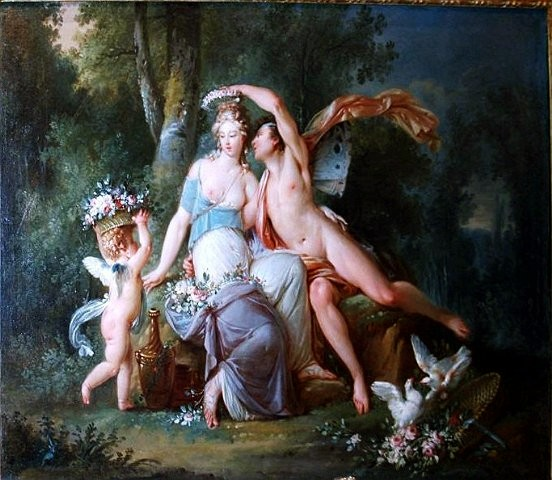
Zèfircoronantla flora